# 每日郵報和通用信託

每日郵報和通用信託公司（Daily Mail and General Trust plc，DMGT）是英國的一家跨國媒體公司，總部位於倫敦肯辛頓。該公司是每日郵報的所有者，在倫敦證券交易所上市。公司的歷史可以追溯至1896年。每日郵報和通用信託位於肯辛頓的Northcliffe House。免費報紙Metro亦由該公司所有。

## 外部連結
- 官方网站